# الجرين (محافظة الحجرة)
الجرين: أحد مراكز محافظة الحجرة، تقع في غرب محافظة الحجرة على مسافة 20 كيلاً. ويقطنها 5022 نسمة.